# РД-261
РД-261 (Індекс ГРАУ — 11Д69) — радянський двигун розробки НВО «Енергомаш», що використовується у перших ступенях ракет-носіїв сімейства Циклон — «Циклон-2» і «Циклон-3» (11К68). Створено на основі двигуна РД-251 й складається з трьох РД-250ПМ.
У процесі експлуатації показав виняткову надійність. Всі запуски двигуна були успішними на різних ділянках польоту 1-го ступеня.

## Характеристики двигуна
- Паливо — Азотний тетраоксид/Несиметричний диметилгідразин
- Тяга — 3032 кН
- Питомий імпульс — 301 с
- Тривалість роботи — 120 с
- Кількість вмикань — 1
- Висота — 2,52 м
- Кількість камер — 6
- Тиск у камері — 85 кПа